# Sicardia boiteli
Sicardia boiteli är en skalbaggsart som beskrevs av Joseph Henri Adelson Normand 1938.
Sicardia boiteli ingår i släktet Sicardia och familjen Aphodiidae. Inga underarter finns listade i Catalogue of Life.